# Роман, Бернар
Бернар Роман (фр. Bernard Roman) — французский политик, член Социалистической партии, бывший депутат Национального собрания Франции.

## Биография
Родился 15 июля 1952 г. в Лилле (департамент Нор). По образованию - адвокат и специалист по управлению территориями. Вступил в Социалистическую партию в 1974 году с целью участия в президентской кампании Франсуа Миттерана.
Был заместителем мэра Лилля Пьера Моруа и считался его наследником, но в 1995 году уступил эту роль Мартин Обри, которая и возглавила городскую администрацию после отставки Моруа. В Социалистической партии считается человеком, близким к Доминику Стросс-Кану.
В 1993 году Бернар Роман впервые был выдвинут кандидатом социалистов на выборах в Национальное собрание, но проиграл кандидату правых, экс-министру Колетт Кодаксьони. На выборах 1997 года взял у неё реванш, и после этого еще дважды, в 2002 и 2007 годах, добивался успеха на парламентских выборах. В результате выборов в Национальное собрание 2012 г. вновь стал депутатом Национального собрания, выиграв голосование по 1-му избирательному округу департамента Нор.
В июле 2016 года президент Франсуа Олланд неожиданно принял решение назначить Бернара Романа президентом Органа регулирования деятельности железнодорожного и автобусного (ARAFER), хотя он не является специалистом в области транспорта. После этого назначения Бернар Роман сдал мандат депутата Национального собрания.

## Политическая карьера
14.03.1989 - 17.04.2004 — вице-мэр Лилля 

17.03.1986 - 01.04.1989 — член регионального совета Нор-Па-де-Кале 

03.10.1988 - 31.07.1997 — член генерального совета департамента Нор 

12.06.1997 - 21.07.2016 — депутат Национального собрания Франции от 1-го избирательного округа департамента Нор 

22.03.2004 - 13.12.2015 —  вице-президент регионального совета Нор-Па-де-Кале.